# Тошихиде Саито
Тошихиде Саито (јап. 斉藤 俊秀; 20. април 1973) јапански је фудбалер.

## Каријера
Током каријере је играо за Шимицу С-Пулс, Шонан Белмаре, Fujieda MYFC.

## Репрезентација
За репрезентацију Јапана дебитовао је 1996. године. Наступао је на Светском првенству (1998. године) с јапанском селекцијом. За тај тим је одиграо 17 утакмица.

## Статистика
| Јапан  | Јапан   | Јапан  |
| Година | Наступи | Голови |
| ------ | ------- | ------ |
| 1996.  | 2       | 0      |
| 1997.  | 7       | 0      |
| 1998.  | 4       | 0      |
| 1999.  | 4       | 0      |
| Укупно | 17      | 0      |

## Трофеји

### Клуб
- Лига Куп Јапана (1): 2001.
- Царски куп (1): 1996.